# Deux Rayons de soleil
Pour plus de détails, voir Fiche technique et Distribution.
Deux Rayons de soleil (Twin Kiddies) est un film muet américain réalisé et interprété par Henry King, sorti en 1917.

## Synopsis
Fay, la petite-fille de M. Van Loan, est une pauvre petite fille riche, privée de rien, si ce n'est de l'affection qu'elle attend désespérément de ses parents. D'un autre côté, Bessie Hunt, la fille du contremaître de Van Loan, ne possède pas grand-chose mais grandit dans l'amour de ses parents. Par une remarquable coïncidence, les deux enfants se ressemblent, et quand elles se rencontrent au bord de la rivière et qu'elles échangent par jeu leurs vêtements, Bessie est emmenée dans l'auto du riche grand-père alors que Fay est menée dans l'humble maison du contremaître. La joie de Bessie transforme bientôt la lugubre maisonnée des Van Loan alors que Fay apprécie la chaleur de la famille Hunt. Lorsque l'échange est découvert, c'est une joyeuse Fay qui retourne chez elle, et les Van Loan réalisent que l'amour compte plus que l'argent dans l'éducation des enfants.

## Fiche technique
- Titre original : Twin Kiddies
- Titre français : Deux Rayons de soleil
- Réalisation : Henry King
- Scénario : Calder Johnstone
- Photographie : William Beckway
- Production : E.D. Horkheimer, H.M. Horkheimer
- Société de production : Balboa Amusement Company
- Société de distribution : Pathé Exchange
- Pays d’origine :  États-Unis
- Langue : anglais
- Format : Noir et blanc - 35 mm - 1,37:1 - Muet
- Genre : Comédie dramatique
- Durée : 5 bobines
- Dates de sortie :
  - États-Unis : 28 janvier 1917
  - France :  31 mai 1918

## Distribution
- Marie Osborne : Fay / Bessie (Mary / Dolly)
- Henry King :  Jasper Hunt (James Smith)
- Ruth Lackaye : Mme Flannigan
- Daniel Gilfether : William Van Loan (William Brown)
- Robert Henry Grey : Baxter Van Loan (Baxter Brown)
- Loretta Beecker : Beatrice Van Loan (Beatrice Brown)
- Edward Jobson : Spencer
- Mignon Le Brun : la gouvernante